# Birur (Rural), Kadur
Birur (Rural) là một làng thuộc tehsil Kadur, huyện Chikmagalur, bang Karnataka, Ấn Độ.